# Anton Shammas
Anton Shammas (en árabe أنطون شماس; en hebreo אנטון שמאס) es un novelista, dramaturgo, poeta, ensayista y traductor palestino. 
Nació en 1950 en Fassuta, al norte de Israel, y vivió en Haifa y Jerusalén, donde estudió en la Universidad Hebrea.
Entre 1970 y 1975 editó la revista literaria mensual Ash-Sharq en Jerusalén y trabajó como periodista freelance para los periódicos en hebreo Kol-Ha’eer y Ha’eer. 
Desde 1987 vive en EE. UU. y desde 1989 da clases en la Universidad de Míchigan (en Ann Arbor). 